# Campionato italiano di Formula 3 1992
Il Campionato italiano di Formula 3 1992 fu il ventottesimo della serie. Fu vinto da Massimiliano Angelelli della scuderia RCMotorsport su Dallara F392-Opel.